# 유옥우
유옥우(劉沃祐, 1914년 12월 4일~1984년 3월 15일)는 대한민국의 제3·4·5·8·11대 국회의원을 지낸 정치인이다. 본관은 강릉 유씨이며, 호(號)는 산남(山南)이다. 영화 배우 겸 감독 유지태의 할아버지이다.

## 생애
전라남도 신안군 비금도 출생이다. 1954년 대한민국 3대 총선에 무안군에서 자유당 후보로 당선되어 정계에 입문하였고, 이후 민주당으로 이동해 두 차례 더 당선되었으나 4·19 혁명과 5·16 군사 정변으로 임기는 길지  않았다. 1965년 전직 의원 신분일 때 한일협정 체결 반대 발언이 결국 문제가 되어 재판을 받은 바 있다.
1971년 대한민국 8대 총선에서는 지역구를 서울로 옮겨 신민당 의원으로 당선되었으나 이번에는 10월 유신으로 또다시 1년여 만에 국회가 해산되었다. 1971년 11월 13일 괴한들에게 피습, 폭행 당하는 일이 있었는데, 소속당이던 신민당은 이를 제3공화국의 계획적인 정치 테러라고 주장했다.
1980년 전두환이 설치한 국가보위입법회의에 참가하였고, 민주한국당 전국구 1번 후보로 대한민국 제11대 국회에 들어가 5선 의원이 되었다. 제11대 국회 임기 중 별세했다.

## 가족 관계
- 손자: 유지태 - 영화배우, 영화감독.
- 손자며느리: 김효진 - 유지태의 배우자이며 영화배우

## 학력
- 전라남도 광주고등보통학교 졸업

## 약력
- 신한자원계발 회장
- 전라남도 도의회 의원
- 대한염업조합연합회 회장
- 목포일보 사장
- 1954년 ~ 1958년 : 제3대 민의원의원 (자유당)
- 1958년 ~ 1961년 : 제4,5대 민의원의원 (민주당)
- 대한민국 제5대 민의원 농림분과위원장
- 1971년 ~ 1972년 : 제8대 국회의원 (신민당)
- 신민당 중앙상무위원회 의장
- 민주정의당 정책심의 부의장ㆍ중앙당기위원회 의장
- 국가보위입법회의 입법의원
- 1981년 ~ 1984년 : 제11대 국회의원 (민한당)
- 민한당 부총재

## 역대 선거 결과
|  | 44.61% |

|  | 50.26% |

|  | 55.66% |

|  | 2.59% |

|  | 32.09% |

|  | 40.57% |

|  | 50.43% |

|  | 8.74% |

|  | 9.58% |

|  | 21.6% |